# Kerk van Saaksum
De kerk van Saaksum is een driezijdig gesloten zaalkerk met zadeldaktoren in het dorp Saaksum in de Nederlandse provincie Groningen.

## Beschrijving

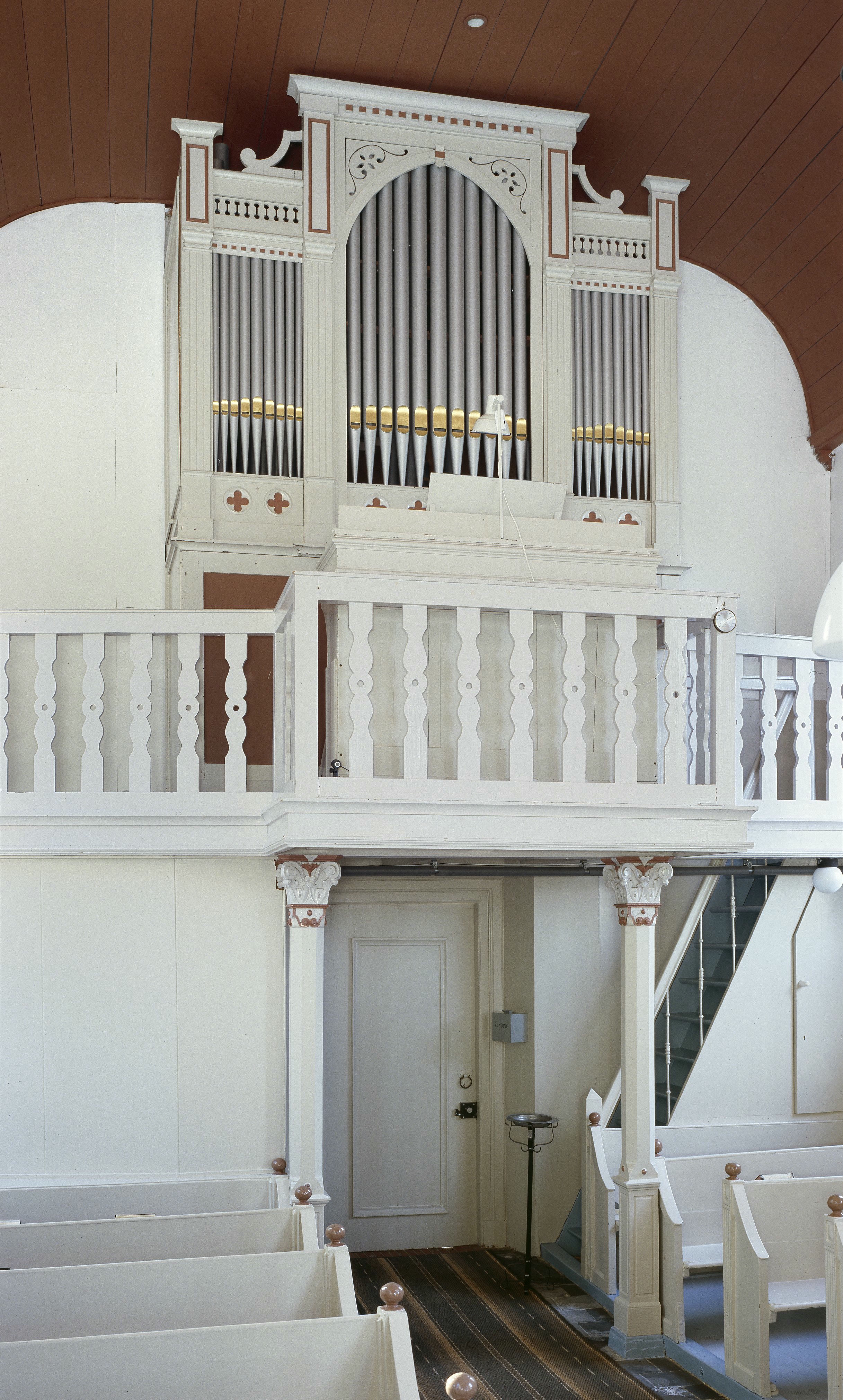
Het orgel

De huidige neoclassicistische kerk dateert uit 1849 en staat midden op de dorpswierde. De kerk heeft een ongelede kerktoren uit de zestiende eeuw die aan de noordzijde is voorzien van een korte, meerzijdige traptoren. De toren is een overblijfsel van de eerdere kerk die wellicht al voor de zestiende eeuw werd gebouwd.
De voorganger van deze kerk komt waarschijnlijk voor als een van de drie kerken op een zegel van het Humsterland uit 1361 (de andere twee zijn de kerk van Niehove en de Ludgeruskerk (Oldehove). Volgens een akte uit 1588 was de kerk gewijd aan de heilige Katharina. Ook had de kerk nog een prebende voor een onbekende heilige. De altaarstenen voor beide heiligen zijn bewaard gebleven. Een gedenksteen beneden in de toren meldt dat deze in 1550 'ghemaket' is, wat erop zou kunnen wijzen dat deze in dat jaar verrees. In 1709 werd de toren hersteld. Mogelijk werd de siepel bovenop de toren toen vervangen door het huidige zadeldak.
In 1845 werd besloten tot nieuwbouw van de kerk wegens bouwvalligheid, waarbij de toren bleef staan. De nieuwe kerk verrees in 1849. Tot 1933 had de kerk een harmonium, daarna volgde een kerkorgel dat van oorsprong in Duitsland stond (mogelijk in 1889 gebouwd door de onbekende orgelbouwer Gottlieb Früh). Via een aantal andere kerken kwam het uiteindelijk in 1933 in Saaksum terecht. Tussen 1972 en 1983 was het orgel onbespeelbaar. De torenklok uit 1629 (Nicolaes Sicmans, Groningen) werd in 1943 weggevoerd en waarschijnlijk omgesmolten in Duitsland. Een nieuw exemplaar uit 1950 van klokkengieterij Van Bergen te Heiligerlee werd in 2005 voorzien van een tijdklok na een klacht van een omwonende die vond dat de klok te veel 'lawaai' maakte.